# محمد أحمد المحمود
محمد أحمد المحمود البلوشي (1950 - ) هو سفير بوزارة خارجية دولة الإمارات العربية المتحدة بدرجة وكيل وزارة. ولد في مدينة العين بدولة الإمارات.

## العمل الدبلوماسي داخل الدولة
- عمل بديوان عام وزارة الخارجية الفترة من عام 1973 حتى 1976 ومن عام 1987 حتى 2004.
- انتدب للعمل بدائرة التشريفات والضيافة من عام 1977 حتى 1987.

## العمل الدبلوماسي خارج الدولة
- سفير فوق العادة ومفوض لدى جمهورية مصر العربية من 1993 حتى 2001.
- مندوب دائم لدى جامعة الدول العربية من 1993 حتى 2001.
- سفير فوق العادة ومفوض لدى جمهورية باكستان الإسلامية من 1987 حتى 1993.
- سفير غير مقيم لدى موريشيوس من 1989 حتى 1993.
- سفير غير مقيم لدى جمهورية كينيا من 1999 حتى 2001.
- سفير غير مقيم لدى جمهورية غانا من 2000 حتى 2001.
- سفير لدى جمهورية ألمانيا الأتحادية من 2004 وحتى 2012.

## الأوسمة التي تقلدها
- في عام 1980 حصل على وسام الاستحقاق الوطني برتية ضابط من الجمهورية الفرنسية.
- في عام 1994 حصل على وسام النجمة الباكستانية من جمهورية باكستان الإسلامية.

## المشاركة في الاجتماعات والمؤتمرات
- شارك في العديد من مؤتمرات القمة العربية.
- شارك في العديد من المؤتمرات والاجتماعات الإقليمية والدولية.

## المرجع
http://www.uae-embassy.de/Arabic/Safeer/safeer.html